# Джоана Ръс
Джоана Ръс (на английски: Joanna Russ) (22 февруари 1937 – 29 април 2011 г.) е американска писателка, една от основните фигури в англоезичната фантастика и съвременната феминистка литература.

## Биография и творчество
Джоана Ръс у родена на 22 февруари 1937 г. в Ню Йорк, САЩ.
Следва в два университета – Корнел и Йейл. От първия получава бакалавърска степен по английски език, а от втория магистърска степен в областта на изящните изкуства. Била е студентка на Владимир Набоков. В началото на 1970-те г. на 20 в. започва работа като професор по английски език в Университета Вашингтон (в Сиатъл). Освен писател, тя е и известен есеист в областта на модерния феминизъм и литературната критика.

### Кариера в областта на научната фантастика
Публикува първия си разказ, Nor Custom Sale, през 1959 г. Името ѝ се свързва с течението Нова вълна в американската фантастика. Произведенията ѝ са близки по тематика до тези на Урсула Ле Гуин и Самюъл Дилейни. Първият ѝ роман излиза през 1968 г. и носи заглавието Picnic on Paradise. Историята е част от цикъл произведения за амазонката Аликс, която е един от първите пълнокръвни женски образи в световната фантастика. Романът получава номинация за наградата Небюла, а цикълът оказва сравнително голямо влияние върху модерното фентъзи – Фриц Лейбър използва Аликс в някои свои истории за Фафърд и Сивия мишелов, а Самюъл Дилейни сочи творбите на Джоана Ръс като вдъхновение за своя цикъл Return to Neveryon.
Джоана Ръс е най-активна в областта на научната фантастика през 1970-те години. Тогава са публикувани най-известните ѝ романи. След Picnic on Paradise излиза And Chaos Died – предизвикателен като структура и стил роман, в който авторката се опитва да предаде чрез нетипични повествователни техники различни форми на екстрасензорни преживявания. Книгата е приветствана от критиката и колегите на Ръс като новаторска. През 1970 г. произведението е номинирано за Небюла, а Робърт Силвърбърг пише специален предговор за него, в който сравнява четенето на Джоана Ръс със ски-слалом, а това на творбите на другите фантасти – със спокойна разходка в планината.
В следващите няколко години Джона Ръс продължава с експериментите си. През 1972 г. в антологията на Харлан Елисън Again, Dangerous Visions е включен When It Changed (написан е през 1969 г.). Разказът е поредната стъпка на Ръс към разчупването на представите за половите роли в литературата и в обществото като цяло. Разказващият историята е човек със съпруга и деца, който живее на планета, наречена Whileaway, преоткрита от човечеството след години на изолация. Авторката не дава информация за пола на героя си (женски) и обществото на планетата (изцяло женско) в продължение на няколко страници. When It Changed се превръща в жанропроменящо произведение и до днес е един от класическите разкази на съвременната фантастика. Номиниран е за награда Хюго, става петата творба на Ръс, която получава номинация за Небюла, и първата, която печели наградата; получава ретроспективна награда Джеймс Типтри - младши през 1996 г. и през 1999 г. читателите на сп. Локус го включват в класацията си за най-добри разкази на всички времена.
През 1975 г. Джоана Ръс публикува третия си роман. The Female Man, едно от най-дискутираните и влиятелни произведения в модерната феминистка проза, се смята за върха в творческата кариера на писателката. Романът е сред най-радикалните и експериментални фантастики и централен за утопичната литература от втората половина на 20 в. Номиниран е за Небюла и печели ретроспективна награда Джеймс Типтри – младши. Произведението е изградено от четири преплитащи се сюжетни линии и описва четири различни свята от бъдещето или алтернативното настояще. Четирите героини са превъплъщения на жената от 20 в. в различни общества. Един от световете е планетата Whileaway. Разказът „Едно старомодно момиче“, който е преведен и на български, е част от The Female Man.
Следващият роман на Ръс е We Who Are About To… от 1977 г. Произведението е остра критика на едно от най-разпространените клишета в научната фантастика: катастрофиралия на непозната планета кораб, чийто екипаж оцелява в новите условия и успява да изгради колония.
Последния си фантастичен роман Джоана Ръс написва през 1978 г. The Two of Them е история за две жени от различни общества. Едното е планета, на която властва религия, подобна на исляма, а другото е нашият свят от бъдещето, в който мъжете и жените са равни. Според някои критици този роман е най-силният на авторката. Произведението е предмет на анализ в книгата на Карл Фрийдмън Critical Theory and Science Fiction.
От началото на 1980-те г. Ръс пише предимно кратки произведения. Издава три сборника с разкази и повести – The Zanzibar Cat (1984), Extra(ordinary) People (1984) и The Hidden Side of the Moon (1987). Повестта ѝ Souls печели наградите Хюго и Локус през 1983 г.
Поради сериозни здравословни проблеми Джоана Ръс почти не пише в последните години.

## Други произведения
Джоана Ръс има няколко книги с критика и есеистика. За постиженията си в първата област получава наградата Pilgrim през 1988 г.
През 1980 г. излиза автобиографичният ѝ роман On Strike Against God. А две години по-рано, през 1978 г., детската книжка Kittatinny: A Tale of Magic.

### Романи
- „Пикник в рая“ (Picnic on Paradise) (1968)
- And Chaos Died (1970)
- The Female Man (1975)
- We Who Are About To… (1977)
- The Two of Them (1978)
- Kittatinny: A Tale of Magic (1978)
- On Strike Against God (1980)

### Сборници
- The Adventures of Alyx (1976)
- The Zanzibar Cat (1984)
- Extra (ordinary) People (1984)
- The Hidden Side of the Moon (1987)

### Критика
- How to Suppress Women's Writing (1983)
- Magic Mammas, Trembling Sisters, Puritans and Perverts: Feminist Essays (1985)
- To Write Like a Woman (1996)
- What Are We Fighting For?: Sex, Race, Class, and the Future of Feminism (1997)
- The Country You Have Never Seen (предстои)

## Награди
- Награди Хюго:
  - 1983 (Най-добра повест – „Souls“)
- Награди Небюла:
  - 1973 (Най-добър разказ – „When It Changed“)